# Guma
Guma là một thị trấn thống kê (census town) của quận North Twentyfour Parganas thuộc bang Tây Bengal, Ấn Độ.

## Địa lý
Guma có vị trí 31°58′B 76°51′Đ / 31,97°B 76,85°Đ Nó có độ cao trung bình là 1517 mét (4977 feet).

## Nhân khẩu
Theo điều tra dân số năm 2001 của Ấn Độ, Guma có dân số 9297 người. Phái nam chiếm 51% tổng số dân và phái nữ chiếm 49%. Guma có tỷ lệ 72% biết đọc biết viết, cao hơn tỷ lệ trung bình toàn quốc là 59,5%: tỷ lệ cho phái nam là 78%, và tỷ lệ cho phái nữ là 65%. Tại Guma, 13% dân số nhỏ hơn 6 tuổi.